# Because the Night
"Because the Night" é uma canção escrita por Bruce Springsteen e Patti Smith que foi lançada originalmente em 1978 como um single destinado ao álbum do Patti Smith Group, Easter. Esta versão alcançou a 13ª posição na Billboard Hot 100, assim como a 5ª no Reino Unido, e ajudou a impulsionar as vendas de Easter para o sucesso mainstream. 
A canção recebeu posteriormente vários covers de vários artistas, e pelo menos duas dessas versões foram sucessos nas paradas musicais. Uma versão de 1992 da música de CO.RO. fez sucesso em vários países da Europa e América do Sul. Alcançou o 1º lugar na Espanha e o top 10 na Bélgica, França, Grécia e Itália. No ano seguinte, uma versão acústica ao vivo foi gravada por 10.000 Maniacs para o MTV Unplugged. Esta gravação alcançou a 11ª posição na Billboard Hot 100, tornando-se a versão com maior sucesso da música nos EUA.
Em 1987, a canção foi classificada em 116º na lista da revista NME dos "150 melhores singles de todos os tempos". Continua a ser a música mais conhecida do catálogo de Smith.

## História
Bruce Springsteen e a E Street Band gravaram "Because the Night" no Atlantic Studios, Nova York em 1 de junho de 1977, o primeiro dia de sessões de Darkness on the Edge of Town, embora a letra consistisse apenas no título da música e alguns resmungos, até que seu engenheiro, Jimmy Iovine, se envolveu na canção. Na época, Iovine também estava produzindo o álbum Easter para Patti Smith no Record Plant, em Nova York, onde Darkness estava sendo gravado ao mesmo tempo.
Springsteen mais tarde admitiu que não estava satisfeito com a música, e ele já sabia que não iria terminá-la, pois era "uma [outra] canção de amor". Lovine trouxe a Smith a última gravação de Springsteen, de 27 de setembro de 1977. Smith adicionou suas próprias letras, gravou-as para seu álbum Easter, e marcou seu primeiro e maior single de sucesso.

## Versão deCO.RO.e Taleesa
Em 1992, a banda italiana CO.RO., cantando ao lado de Taleesa, lançou uma versão de "Because the Night" que alcançou o número 1 na Espanha e o top 10 na Bélgica, França, Grécia e Itália. No Eurochart Hot 100, "Because the Night" alcançou a posição 15 em fevereiro de 1993. Também fez sucesso no Brasil e se tornou a grande abertura da explosão do Eurodance nos anos 90. Além disso, a canção possui um sampler de "Master and Servant" do Depeche Mode.

### Recepção de críticas
A canção recebeu críticas favoráveis dos críticos musicais. Larry Flick, da Billboard, escreveu que "recebe um tratamento rave /pop" e "vocais urgentes de Taleesa desviam de uma amostra em loop de "Master & Servant" do Depeche Mode". Ele afirmou que "em última análise, funciona bem e é melhor do que muitas das outras versões". Alan Jones da Music Week deu três em cinco. Ele elogiou a música como "na verdade bastante cativante", acrescentando que ela combina samples de Depeche Mode com "uma linha de baixo independente e um som semelhante ao de Smith. Pode clicar".

## Versão de10.000 Maniacs
Uma versão acústica bem conhecida foi gravada por 10,000 Maniacs em 1993 para o MTV Unplugged, com algumas alterações líricas. A gravação ganhou considerável participação nas rádios e alcançou a 11ª posição na Billboard Hot 100. Uma versão ao vivo com a vocalista Mary Ramsey também foi incluída em seu álbum de 2016, Playing Favorites.

## Versão deCascada
Em 2008, o grupo alemão de eurodance Cascada gravou uma versão que aparece em seu segundo álbum Perfect Day. O videoclipe do single estreou no YouTube em 28 de maio de 2008. O single foi lançado em 18 de julho de 2008 na Alemanha, 21 de julho de 2008 na França e 4 de agosto de 2008 no Reino Unido.

## Outras versões
- A banda de glam metal, Keel gravou a música em 1986 em seu segundo álbum, The Final Frontier.

- O DJ alemão Jan Wayne lançou uma versão dance em 2002 que alcançou o número 14 no UK Singles Chart, o número 2 na Bélgica e o número 1 na Holanda.

- O U2 cantou a música com Smith e Springsteen no Rock and Roll Hall of Fame 25th Anniversary Concert em 29 de outubro de 2009.

- Em 2010, Springsteen cantou a música no Late Night with Jimmy Fallon, acompanhado pelos companheiros de banda Steven Van Zandt, Roy Bittan e os Roots.

- O artista de Synthwave The Midnight gravou a música com Nikki Flores, para seu EP de 2021 Horror Show.